# International Tour of Hellas 2023
L'International Tour of Hellas 2023, diciannovesima edizione della corsa, valido come evento dell'UCI Europe Tour 2023 categoria 2.1, si svolse in quattro tappe più prologo, dal 2 al 6 maggio 2023, su un percorso di 660,6 km, con partenza da Candia e arrivo a Olimpia in Grecia. La vittoria fu appannaggio del portoghese Iúri Leitão, il quale completò il percorso in 21h13'33", precedendo il neozelandese Aaron Gate ed il polacco Stanisław Aniołkowski.
Sul traguardo di Olimpia 98 ciclisti, dei 114 partiti da Candia, portarono a termine la competizione.

## Tappe
| Tappa  | Data     | Percorso                                                | km    | Vincitore di tappa    | Leader cl. generale |
| ------ | -------- | ------------------------------------------------------- | ----- | --------------------- | ------------------- |
| Pr.    | 2 maggio | Candia (Karteros) > Candia (Karteros) cron. individuale | 6     | Aaron Gate            | Aaron Gate          |
| 1ª     | 3 maggio | Candia > Candia                                         | 187,7 | Stanisław Aniołkowski | Aaron Gate          |
| 2ª     | 4 maggio | Micene > Kalamata                                       | 170,3 | Timothy Dupont        | Aaron Gate          |
| 3ª     | 5 maggio | Costa Navarino > Kyparissia                             | 153   | Iúri Leitão           | Iúri Leitão         |
| 4ª     | 6 maggio | Costa Navarino > Olimpia                                | 97,3  | Stanisław Aniołkowski | Iúri Leitão         |
| Totale | Totale   | Totale                                                  | 660,6 |                       |                     |

## Squadre e corridori partecipanti
Parteciperanno 6 ciclisti di 19 squadre per un totale di 114 ciclisti
| N.    | Cod. | Squadra                           |
| ----- | ---- | --------------------------------- |
| 1-6   | BEB  | Bolton Equities Black Spoke       |
| 11-16 | GBF  | Green Project-BardianiCSF-Faizanè |
| 21-26 | CJR  | Caja Rural-Seguros RGA            |
| 31-36 | COR  | Team Corratec                     |
| 41-46 | BWB  | Bingoal WB                        |
| 51-56 | HPM  | Human Powered Health              |
| 61-66 | USA  | Stati Uniti                       |
| 71-76 | TIS  | Tarteletto-Isorex                 |
| 81-86 | SDO  | Sofer-Savini Due-OMZ              |
| 91-96 | XSU  | XSpeed United Continental         |

| N.      | Cod. | Squadra                         |
| ------- | ---- | ------------------------------- |
| 101-106 | ATT  | ATT Investments                 |
| 111-116 | CTL  | Cross Team Legendre             |
| 121-126 | ABC  | Abloc CT                        |
| 131-136 | BAI  | Bike Aid                        |
| 141-146 | MSP  | HRE Mazowsze Serce Polski       |
| 151-156 | GLC  | Global 6 Cycling                |
| 161-166 | TSG  | Terengganu Polygon Cycling Team |
| 171-176 | CYP  | Cipro                           |
| 181-186 | GRC  | Grecia                          |

## Dettagli delle tappe

### Prologo
- 2 maggio: Candia (Karteros) > Candia (Karteros) cronometro individuale- 6 km

Risultati
| Pos. | Corridore     | Squadra | Tempo |
| ---- | ------------- | ------- | ----- |
| 1    | Aaron Gate    | Bolton  | 7'30" |
| 2    | Rory Townsend | Bolton  | a 9"  |
| 3    | Logan Currie  | Bolton  | a 14" |

| Pos. | Corridore     | Squadra | Tempo |
| ---- | ------------- | ------- | ----- |
| 1    | Aaron Gate    | Bolton  | 7'30" |
| 2    | Rory Townsend | Bolton  | a 9"  |
| 3    | Logan Currie  | Bolton  | a 14" |

### 1ª tappa
- 3 maggio: Candia > Candia - 187,7 km

Risultati
| Pos. | Corridore             | Squadra     | Tempo    |
| ---- | --------------------- | ----------- | -------- |
| 1    | Stanisław Aniołkowski | Human       | 4h35'29" |
| 2    | Iúri Leitão           | Caja Rural  | s.t.     |
| 3    | Tyler Stites          | Stati Uniti | s.t.     |

| Pos. | Corridore             | Squadra | Tempo    |
| ---- | --------------------- | ------- | -------- |
| 1    | Aaron Gate            | Bolton  | 4h42'59" |
| 2    | Rory Townsend         | Bolton  | a 9"     |
| 3    | Stanisław Aniołkowski | Human   | a 12"    |

### 2ª tappa
- 4 maggio: Micene > Kalamata - 170,3 km

Risultati
| Pos. | Corridore         | Squadra       | Tempo    |
| ---- | ----------------- | ------------- | -------- |
| 1    | Timothy Dupont    | Tarteletto    | 3h54'20" |
| 2    | Enrico Zanoncello | Green Project | s.t.     |
| 3    | Iúri Leitão       | Caja Rural    | s.t.     |

| Pos. | Corridore     | Squadra    | Tempo    |
| ---- | ------------- | ---------- | -------- |
| 1    | Aaron Gate    | Bolton     | 8h37'19" |
| 2    | Rory Townsend | Bolton     | a 9"     |
| 3    | Iúri Leitão   | Caja Rural | a 10"    |

### 3 tappa
- 5 maggio: Costa Navarino > Kyparissia - 153 km

Risultati
| Pos. | Corridore      | Squadra    | Tempo    |
| ---- | -------------- | ---------- | -------- |
| 1    | Iúri Leitão    | Caja Rural | 3h31'26" |
| 2    | Timothy Dupont | Tarteletto | s.t.     |
| 3    | Rory Townsend  | Bolton     | a 9"     |

| Pos. | Corridore     | Squadra    | Tempo     |
| ---- | ------------- | ---------- | --------- |
| 1    | Iúri Leitão   | Caja Rural | 12h08'44" |
| 2    | Aaron Gate    | Bolton     | a 1"      |
| 3    | Rory Townsend | Bolton     | a 6"      |

### 4ª tappa
- 6 maggio: Costa Navarino > Olimpia - 133,5 km

Risultati
| Pos. | Corridore             | Squadra    | Tempo    |
| ---- | --------------------- | ---------- | -------- |
| 1    | Stanisław Aniołkowski | Human      | 2h56'20" |
| 2    | Iúri Leitão           | Caja Rural | s.t.     |
| 3    | Pirmin Eisenbarth     | Bike Aid   | s.t.     |

| Pos. | Corridore             | Squadra    | Tempo     |
| ---- | --------------------- | ---------- | --------- |
| 1    | Iúri Leitão           | Caja Rural | 15h04'58" |
| 2    | Aaron Gate            | Bolton     | a 6"      |
| 3    | Stanisław Aniołkowski | Human      | a 9"      |

## Evoluzione delle classifiche
| Tappa              | Vincitore             | Classifica generale Maglia azzurra | Classifica a punti Maglia rossa | Classifica scalatori Maglia arancione | Classifica giovani Maglia bianca | Classifica a squadre        |
| ------------------ | --------------------- | ---------------------------------- | ------------------------------- | ------------------------------------- | -------------------------------- | --------------------------- |
| Pr.                | Aaron Gate            | Aaron Gate                         | non assegnata                   | non assegnata                         | Logan Currie                     | Bolton Equities Black Spoke |
| 1ª                 | Stanisław Aniołkowski | Aaron Gate                         | Rémi Lelandais                  | Tomasz Budziński                      | Logan Currie                     | Bolton Equities Black Spoke |
| 2ª                 | Timothy Dupont        | Aaron Gate                         | Rémi Lelandais                  | Jakub Otruba                          | Logan Currie                     | Bolton Equities Black Spoke |
| 3ª                 | Iúri Leitão           | Iúri Leitão                        | Iúri Leitão                     | Andreas Miltiadis                     | Logan Currie                     | Bolton Equities Black Spoke |
| 4ª                 | Stanisław Aniołkowski | Iúri Leitão                        | Iúri Leitão                     | Andreas Miltiadis                     | Logan Currie                     | Bolton Equities Black Spoke |
| Classifiche finali | Classifiche finali    | Iúri Leitão                        | Iúri Leitão                     | Andreas Miltiadis                     | Logan Currie                     | Bolton Equities Black Spoke |

Maglie indossate da altri ciclisti in caso di due o più maglie vinte
- Nella 4ª tappa Timothy Dupont ha indossato la maglia rossa al posto di Iúri Leitão.

### Classifica generale - Maglia azzurra
| Pos. | Corridore             | Squadra     | Tempo      |
| ---- | --------------------- | ----------- | ---------- |
| 1    | Iúri Leitão           | Caja Rural  | 15h04'58"" |
| 2    | Aaron Gate            | Bolton      | a 6"       |
| 3    | Stanisław Aniołkowski | Human       | a 9"       |
| 4    | Rory Townsend         | Bolton      | a 12"      |
| 5    | Jakub Otruba          | ATT         | a 19"      |
| 6    | Andreas Miltiadis     | Cipro       | a 19"      |
| 7    | Logan Currie          | Bolton      | a 21"      |
| 8    | Daniel Turek          | ATT         | a 22"      |
| 9    | Tyler Stites          | Stati Uniti | a 23"      |
| 10   | Timothy Dupont        | Tarteletto  | a 26"      |

### Classifica a punti - Maglia rossa
| Pos. | Corridore             | Squadra    | Punti |
| ---- | --------------------- | ---------- | ----- |
| 1    | Iúri Leitão           | Caja Rural | 9     |
| 2    | Stanisław Aniołkowski | Human      | 6     |
| 3    | Timothy Dupont        | Tarteletto | 5     |
| 4    | Tomás Jakoubek        | ATT        | 5     |
| 5    | Dawit Yemane          | Bike Aid   | 5     |

### Classifica scalatori - Maglia arancione
| Pos. | Corridore              | Squadra       | Punti |
| ---- | ---------------------- | ------------- | ----- |
| 1    | Andreas Miltiadis      | Cipro         | 26    |
| 2    | Dawit Yemane           | Bike Aid      | 17    |
| 3    | Alessandro Santaromita | Green Project | 14    |
| 4    | Jakub Otruba           | ATT           | 10    |
| 5    | Tomasz Budzinski       | HRE Mazowsze  | 10    |

### Classifica giovani - Maglia bianca
| Pos. | Corridore           | Squadra       | Tempo     |
| ---- | ------------------- | ------------- | --------- |
| 1    | Logan Currie        | Bolton        | 15h05'19" |
| 2    | Francis Juneau      | Bike Aid      | a 25"     |
| 3    | Gabriel Shipley     | Stati Uniti   | a 26"     |
| 4    | Lorenzo Conforti    | Green Project | a 27"     |
| 5    | Nikiforos Arvanitou | Sofer         | a 39"     |